# جیرو اونو (سرآشپز)
جیرو اونو (小野 二郎 Ono Jirō, زاده ۲۷ اکتبر سال ۱۹۲۵) یک سرآشپز ژاپنی و صاحب رستوران ویژه سوشی به نام سوکیاباشی جیرو گینزا، چوئو-کو، واقع در شهر توکیو است. معاصران اونو، وی را بهترین سوشی‌ساز زنده حال حاضر دنیا می‌دانند که جوایزی نیز در زمینه ابداع سوشی از آن خود کرده‌است.

## سال‌های آغازین
اونو در شهر تنری (هاماماتسو امروزی) در استان شیزووکا در ژاپن زاده شد. وی از هفت سالگی و پیش از اینکه برای تحصیل به عنوان شاگرد به توکیو برود، در یک رستوران محلی شروع به کار کرد. او همچنین به سال ۱۹۵۱ به یک سرآشپز سوشی واجد شرایط تبدیل شد و به سال ۱۹۶۵ رستوران خود را با نام سوکیاباشی جیرو (すきやばし次郎) واقع در گینزا در شهر توکیو افتتاح کرد. 

## زندگی خصوصی
اونو دو پسر به نام‌های یوشیکازو و تاکاشی اونو دارد که هر دو آشپز سوشی نیز هستند. تاکاشی، پسر کوچکتر، رستوران خود را که در کتاب راهنمای میشلن مورد بررسی و امتیازدهی قرار گرفته، اداره می‌کند. جیرو اونو موضوع دیوید گلب به سال ۲۰۱۱ به نام جیرو رؤیای سوشی می‌بیند قرار گرفت. خانواده اونو از اینکه صید بی‌رویه ماهی باعث از بین رفتن مواد اصلی مورد استفاده در سوشی‌های سنتی ژاپنی می‌شود، در هراس هستند.

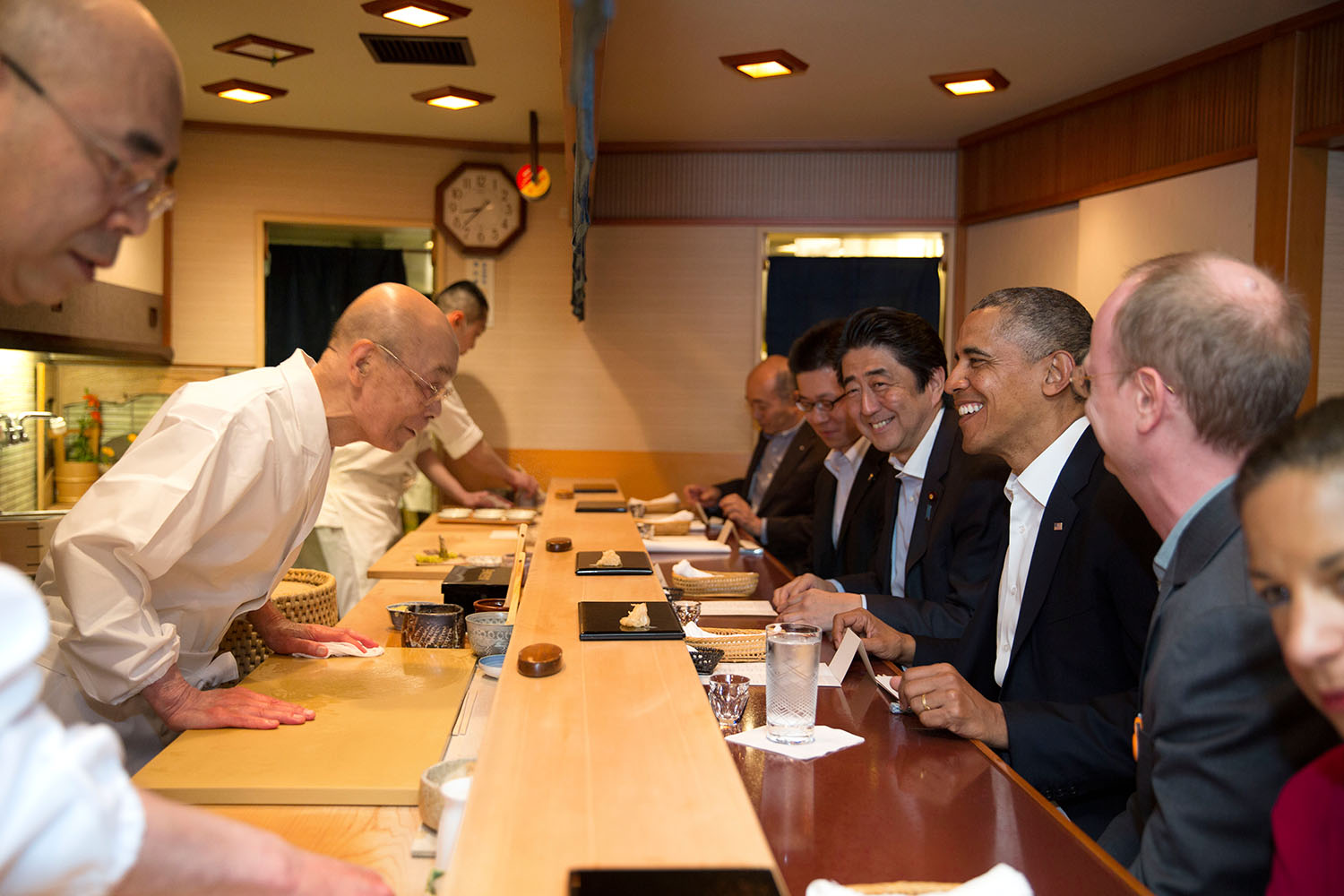
جیرو اونو در خدمت نخست‌وزیر پیشین ژاپن، شینزو آبه و رئیس‌جمهور پیشین ایالات متحده، باراک اوباما در رستوران خود به نام «سوکیاباشی جیرو» به ماه آوریل سال ۲۰۱۴

از جمله مهمان‌های اونو می‌توان به نخست‌وزیر پیشین ژاپن، شینزو آبه و رئیس‌جمهور پیشین آمریکا، باراک اوباما نام برد. اوباما دربارهٔ تجربه‌اش در رستوران اونو گفته‌است: «من در هاوایی متولد شدم و سوشی زیاد خوردم، اما این بهترین سوشی بود که در زندگی ام خوردم.»